# كهف ترابيزا

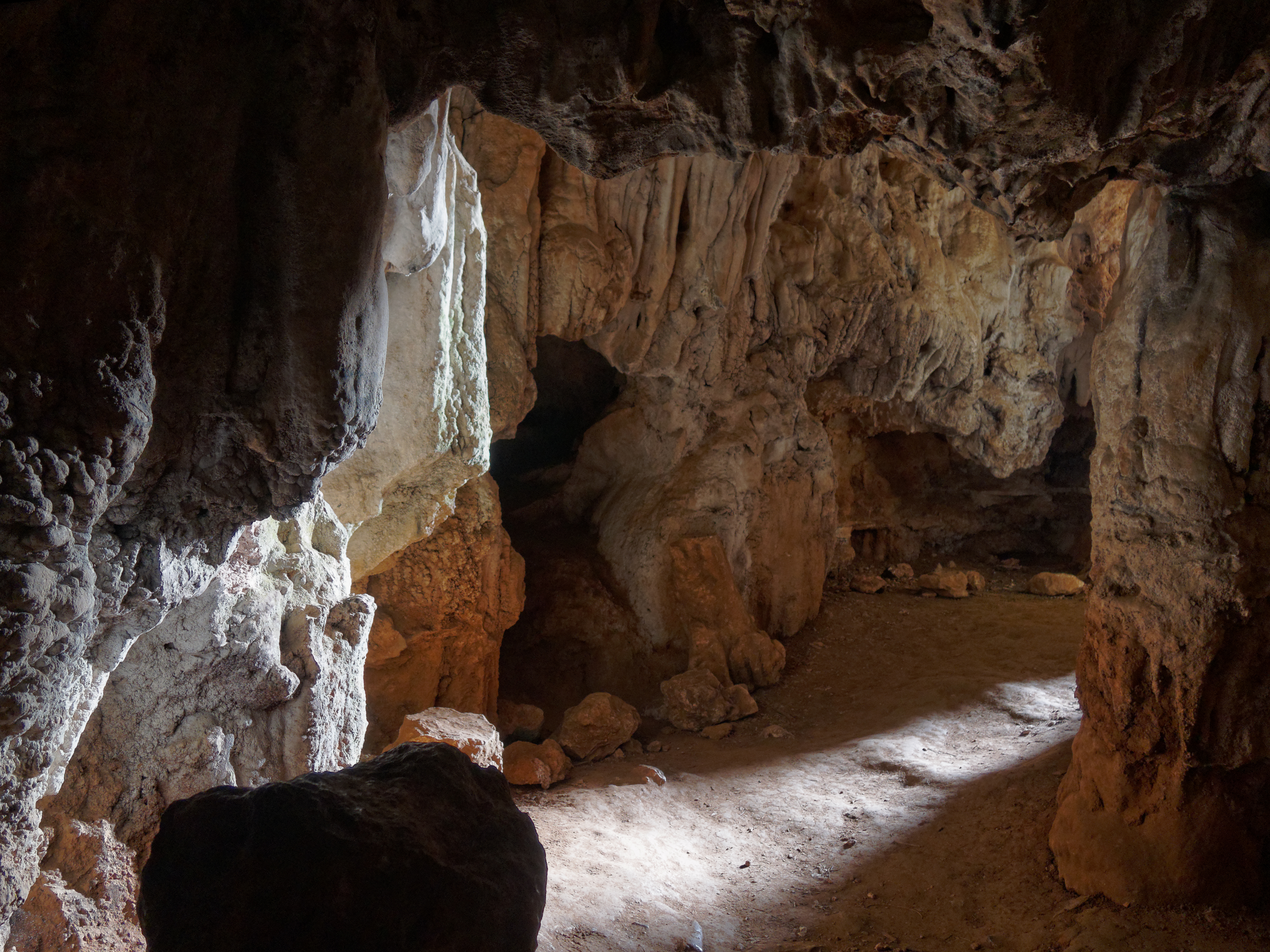
داخل كهف ترابيزا

كهف ترابيزا هو كهف مقدس من العصر الحجري الحديث والعصر البرونزي في جزيرة كريت في اليونان.

## نبذة
تتشابه بعض المكتشفات الفخارية في العصر البرونزي في ترابيزا مع العينات التي تم العثور عليها في كنوسوس وفاسيليكي.

## الوصف
يوصف بأنه «كهف دفن»، ويطلق عليه أحيانًا «طاولة مينوس».